# Gruta das Escadinhas
A Gruta das Escadinhas é uma formação geológica portuguesa localizada na freguesia de Ribeirinha, concelho da Ribeira Grande, ilha de São Miguel, arquipélago dos Açores.
Esta cavidade apresenta uma geomorfologia de origem vulcânica em forma de tubo de lava localizado em talude de estrada.
Este acidente geológico tem um comprimento de 31 m. por uma largura máxima de 5,1 m. e por uma altura também máxima de 1,6 m.